# اچ‌نوام‌اس ویل (ان۵۳)
اچ‌نوام‌اس ویل (ان۵۳) (به انگلیسی: HNoMS Vale (N53)) یک کشتی است که طول آن ۶۴٫۸ متر (۲۱۳ فوت) می‌باشد. این کشتی در سال ۱۹۷۷ ساخته شد.